# Cartmel

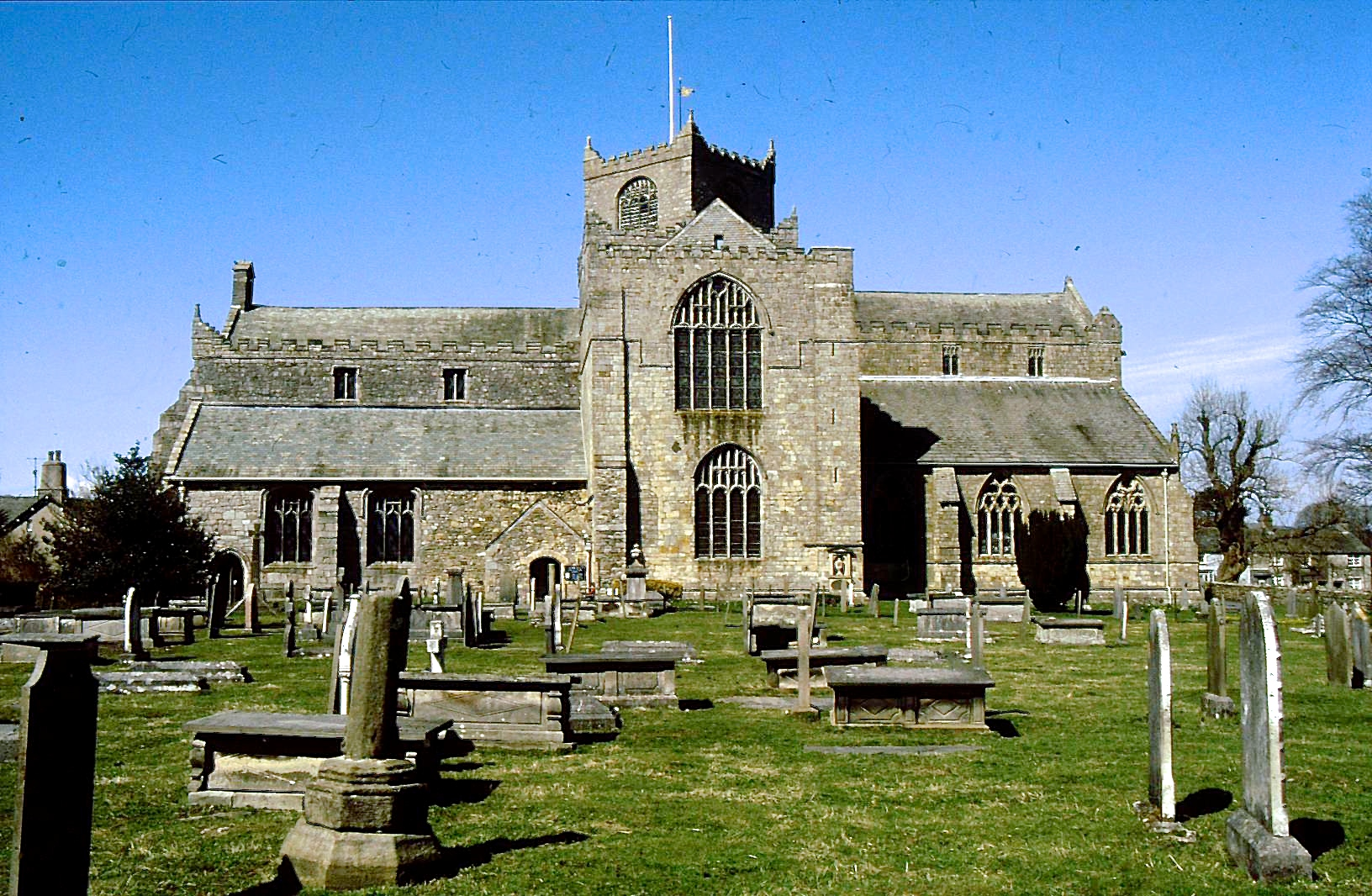
Ehemalige Prioratskirche und Friedhof von Cartmel

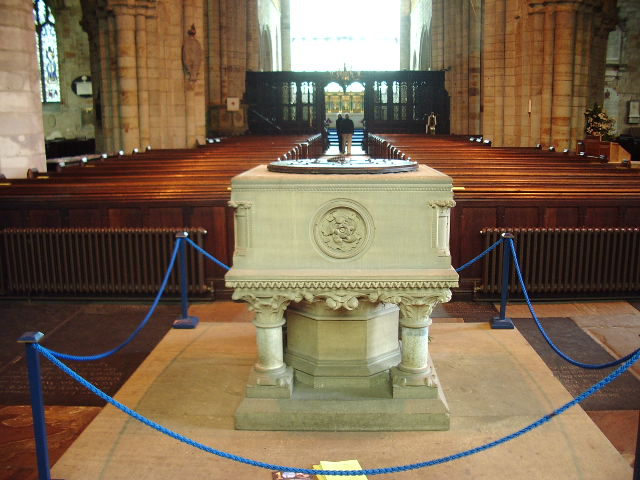
Taufbecken und Langhaus

Cartmel ist ein Dorf mit ca. 500 Einwohnern in der Gemeinde (parish) Allithwaite and Cartmel in der Region North West England in der Nähe der Westküste.

## Lage und Klima
Cartmel liegt am Flüsschen Eea in der Grafschaft Cumbria im Süden des Nationalparks Lake District inmitten auf der in die Morecambe Bay der Irischen See hineinragenden Halbinsel Cartmel in einer Höhe von ca. 50 m. Das Klima ist oft – bedingt durch die Nähe zum Meer – eher kühl und regnerisch; Regen (ca. 1500 mm/Jahr) fällt übers Jahr verteilt.

## Geschichte
Bereits im ausgehenden 7. Jahrhundert, als König Egfrith von Northumbria das Dorf dem hl. Cuthbert schenkte,  existierte hier eine religiöse Stätte. Im Jahr 1188 gründete hier William Marshal ein Augustiner-Priorat, für das er 12 Mönche und einen Prior aus der Bradenstoke Priory in Wiltshire herholte. Die bestehende Pfarrkirche St Michael wurde mit der neuen Klosterkirche St Mary verschmolzen. Im Zuge der von Heinrich VIII. initiierten Auflösung der englischen Klöster (1536–1541) wurde das Kloster zerstört; die Gemeinde konnte aber mit einer Bittschrift erreichen, die ehemalige Prioratskirche weiterhin für ihre Zwecke nutzen zu können, übernahm die Kirche und stattete sie innerhalb von 80 Jahren neu aus.

## Sehenswürdigkeiten
- Die dreischiffige Kirche mit Querhaus und eigenwilligem Vierungsturm, denn dieser besteht eigentlich aus zwei diagonal aufeinander gesetzten Türmen, ist das größte mittelalterliche Bauwerk des Lake District. Das Chorgestühl mit seinen Klappsitzen geht auf das 15. Jahrhundert zurück und zeigt an den Miserikordien eigenwillige Schnitzereien, so einen Elefanten, einen Pelikan, ein Einhorn und den thronenden Teufel. Im großen Ostfenster im Perpendikularstil finden sich Reste eines Buntglasfensters ebenfalls aus dem 15. Jahrhundert. Die hölzerne Chorschranke mit geschnitzten Symbolen der Kreuzigung kam 1620 in die Gemeindekirche. Die Seitenkapelle der Familie Harrington entstand im 16. Jahrhundert neu, nachdem sie am ursprünglichen Standort baufällig geworden war; hier steht das Grabmal des ersten Lord Harrington, gestorben 1347, und seiner Ehefrau. An ihrer Ostwand haben sich Reste eine Jessefensters des 14. Jahrhunderts erhalten. In der Kirche sind unter anderem die Cromwellpforte (in der Südwestecke der Kirche; von 1643) und die moderne Skulptur „The young Martyr“ von Josefina de Vasconcellos zu sehen. Ein Grabmal aus Carrara-Marmor erinnert an den 1882 in Dublin ermordeten Lord Frederick Cavendish. Zwei Glocken stammen von 1661 und 1729.
- In der Nähe der ehemaligen Prioratskirche steht das Torhaus des Priorats von 1330, das nach der Auflösung des Priorats als Gerichtsgebäude, im 17. und 18. Jahrhundert als Schulhaus genutzt wurde.
- Am Marktplatz stehen mehrere Häuser aus dem 17. und 18. Jahrhundert.

Umgebung
- Ca. 6 km südwestlich liegt Holker Hall[2], der museale Landsitz des Dukes of Devonshire aus dem 19. Jahrhundert, im Besitz der Cavendish-Familie, mit Gärten, Rehpark und Automobilmuseum.

## Sonstiges
- Zweimal jährlich findet auf dem Cartmel Racetrack, der kleinsten britischen Rennbahn, ein Pferderennen statt.
- Beim Cartmel Sticky Toffee Pudding handelt es sich um eine Süßigkeit, die aus natürlichen Zutaten der Region hergestellt wird.
- Der River Eea entspringt auf dem Gemeindegebiet.